# 钱燕桂
钱燕桂（？—？），浙江嘉兴人，是一名清朝政治人物。监生出身。
钱燕桂曾于1840年接替孔昭显任青浦县知县一职，1841年由王锡九接任。道光十四年，接替顏毓奇。擔任江蘇宜興縣知縣。后由何森林接任。
鴉片戰爭期間，錢燕桂為江蘇省丹徒縣知縣，在1842年6月吳淞戰役期間在英軍於吳淞登陸並朝內陸推進後與鎮江府知府祥麟先後棄城而逃。